# 1943
1943 (MCMXLIII) byl rok, který dle gregoriánského kalendáře započal pátkem.

## Události
Protektorát Čechy a Morava
- vyšel poslední dodatek Ottova slovníku naučného
- 1. ledna došlo ke spojení obce Frýdek a Místek, a vzniklo tak město Frýdek-Místek
- 17. dubna – Bombardéry RAF se pokusily o nálet na Škodovy závody v Plzni, ale pro chybu masivně bombardovaly Dobřany a okolní vsi.
- 14. května – Bombardéry RAF zopakovaly nálet na Škodovy závody v Plzni, ale zasaženy byly silně i obytné čtvrti a Radčice.

Svět
- leden – setkání amerického prezidenta Franklina D. Roosevelta a britského premiéra Winstona Churchilla v Casablance (Maroko) – dohoda o invazi na Sicílii a požadavku bezpodmínečné kapitulace Německa a Japonska
- 30. leden – 1. československý samostatný prapor v SSSR odjel z Buzuluku na frontu
- 2. února – kapitulace Němců v SSSR u Stalingradu
- 8. února – sovětská armáda osvobodila Kursk
- 10. února – britská vojska (8. armáda) vstupují do Tripolisu
- 8. března – bitva u Sokolova – první bojové vystoupení čs. jednotky v SSSR
- 29. března – velitelem spojeneckých vojsk se stává Dwight D. Eisenhower
- 6. dubna – poprvé vyšel Malý princ.
- 19. dubna – 16. května – povstání ve varšavském ghettu
- 26. duben – Witold Pilecki utekl v noci z koncentračního tábora Osvětim.
- 5. června – svržen argentinský prezident Ramón Castillo, novou vládu tvoří generál Pedro Ramirez, ministrem práce se stává Juan Perón
- 13. června – nacisté vypálili obec Český Malín ve Volyňsku a vyvraždili tamní obyvatelstvo, většinou české národnosti
- 5. červenec–23. srpen – bitva v Kurském oblouku
- 10. červenec – vylodění Spojenců na Sicílii
- 25. července – padl italský fašistický režim
- 2. srpna – povstání v Treblince
- 1. září – židovské povstání; Vilnius Litva
- 3. září – britští vojáci se vyloďují v Itálii
- 8. září – zveřejněna kapitulace Itálie, kterou italský premiér Badoglio podepsal 3. září
- 10. září – okupace Říma a Neapole německým vojskem
- 12. září – Benito Mussolini vyhlašuje založení Republikánské strany
- 13. září – v Číně zvolen prezidentem Čankajšek
- 1. října – osvobození Neapole
- 14. října – povstání v Sobiboru
- 6. listopadu – osvobozen Kyjev, bojů se účastnilo i čs. vojsko v SSSR
- listopad–prosinec – konference Velké trojky v Teheránu
- 12. prosince – Československo uzavřelo v Moskvě novou spojeneckou smlouvu se Sovětským svazem
- 26. prosince – britská válečná loď Duke of York potápí poslední bojeschopnou německou bitevní loď Scharnhorst
- bylo zlikvidováno Interhelpo; SSSR

## Vědy a umění
- 5. listopadu Premiéra českého filmu Tanečnice
- objeven Titan, největší měsíc planety Saturn
- vyvinut přístroj pro dialýzu ledvin
- objeven streptomycin (antibiotikum)
- spuštění prvního atomového reaktoru v Oak Ridge, Tennessee, USA
- natočen film „Komu zvoní hrana“, režisér Sam Wood, hlavní role Ingrid Bergmannová a Gary Cooper
- film "Paní Miniverová" vyhrává cenu Akademie
- Albert Hofmann se vrací zpět k výzkumu Kyseliny Lysergové který započal v roce 1938. Čirou náhodou objevuje psychoaktivní účinky LSD

## Nobelova cena
- Nobelova cena za literaturu – nebyla udělena
- Nobelova cena za fyziologii a lékařství – Henrik Dam, Edward Adelbert Doisy za objev chemické a biologické podstaty vitamínu K
- Nobelova cena za fyziku – Otto Stern za příspěvek k vývoji metody molekulárních paprsků a objev magnetického momentu protonu
- Nobelova cena za chemii – George de Hevesy za práce na využití izotopů jako značkovačů při chemických procesech
- Nobelova cena za mír – nebyla udělena

## Narození

### Česko

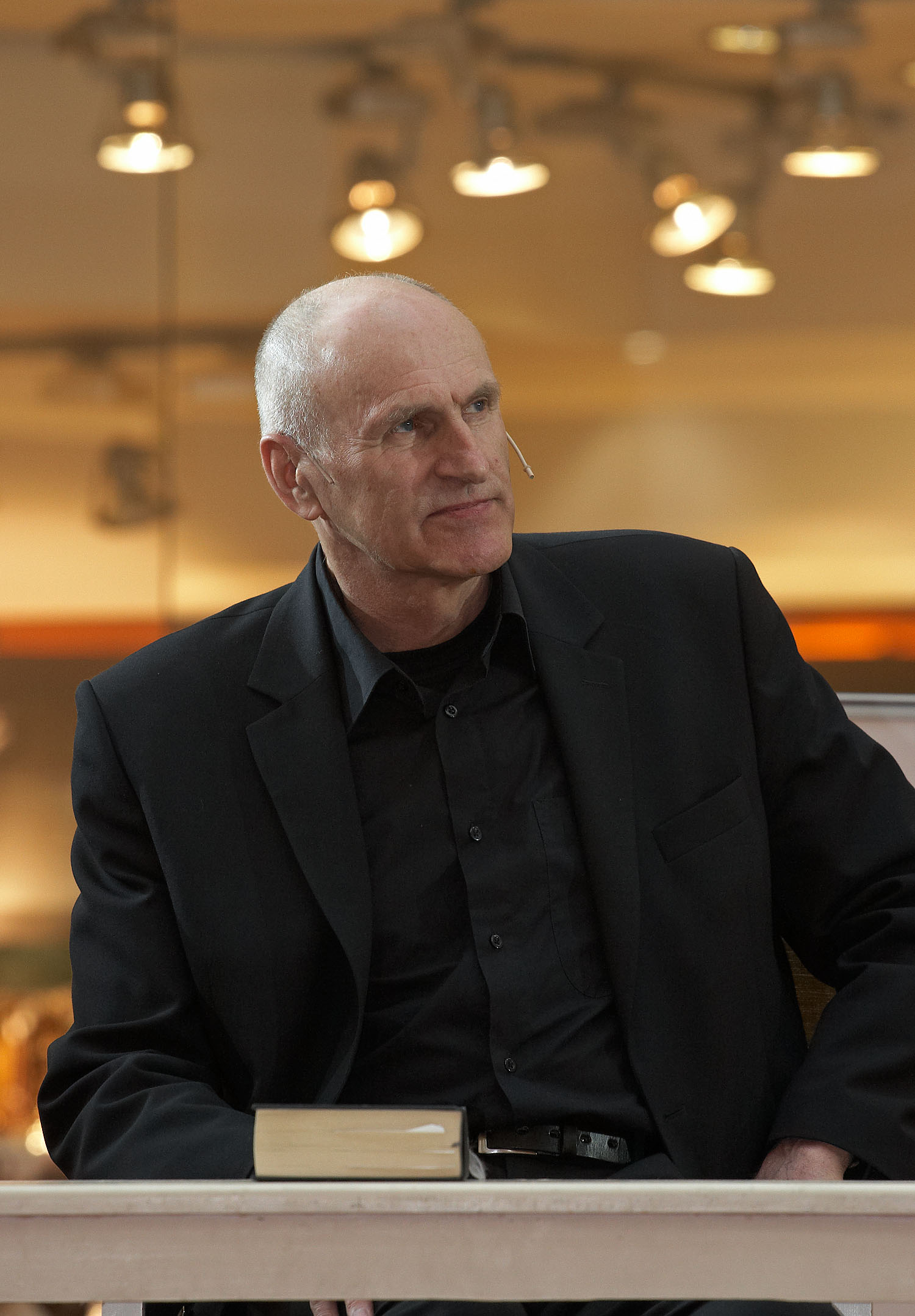
Martin Hilský (* 8. dubna)

- 04. ledna – Petr Sadecký, publicista, teoretik výtvarného umění a mystifikátor († 9. července 1991)
- 07. ledna
  - Alois Fišárek, filmový střihač († 4. listopadu 2023)
  - Jiří Šíma, sinolog a mongolista
- 13. ledna – Josef Černý, malíř
- 16. ledna – Zorka Prachtelová, horolezkyně, vytrvalostní běžkyně a jeskyňářka († 29. ledna 2011)
- 20. ledna – Stanislav Zippe, výtvarník, malíř, sochař († 12. ledna 2024)
- 22. ledna – Jiří Štaidl, písňový textař, scenárista, hudebník a divadelní manažer († 9. října 1973)
- 24. ledna – Petr Štěpánek, matematik a vysokoškolský pedagog, politik († 11. července 2012)
- 25. ledna – Pavel Roman, československý krasobruslař († 31. ledna 1972)
- 28. ledna – Vladimír Čort, autor písňových textů, spisovatel, výtvarník († 28. března 2014)
- 02. února
  - Jindřich Francek, historik a archivář
  - Petr Chudožilov, spisovatel
- 03. února – Jan Vlasák, herec
- 05. února – Dušan Uhrin, fotbalový trenér
- 10. února – Jaroslav Jurečka, vědecký pracovník a politik
- 14. února
  - Vojen Koreis, česko-australský spisovatel, publicista, překladatel, výtvarník
  - Petr Oliva, herec († 9. února 2019)
- 18. února – Miroslav Tyl, botanik a politik
- 20. února – Slávka Poberová, prozaička, redaktorka, překladatelka
- 21. února – Jiří Zmožek, skladatel populární hudby, hudebník, zpěvák a textař
- 22. února – Zuzana Nováková, básnířka, spisovatelka
- 24. únor – Roman Podrázský, akademický sochař († 2. dubna 2001)
- 25. února
  - Pavel Dostál, divadelní dramaturg, textař, scenárista, režisér a politik († 24. července 2005)
  - Stanislav Holý, malíř, grafik a ilustrátor († 14. srpna 1998)
- 26. února – Pavel Novák, disident a politik († 3. května 1997)
- 28. února – Michal Černík, spisovatel, básník
- 01. března – Milan Pitlach, architekt a fotograf
- 04. března – Václav Týfa, trumpetista († 5. června 2022)
- 10. března – Viktor Růžička, kameraman († 13. února 2014)
- 14. března – Rudolf Křesťan, redaktor a spisovatel
- 15. března – Olga Schoberová, herečka
- 21. března – Jan Bonaventura, filmový a televizní režisér († 14. června 1999)
- 23. března
  - Milan Maryška, filmový dokumentarista, režisér a fotograf († 4. prosince 2002)
  - Petr Skarke, herec († 15. dubna 1999)
- 24. března – Jan Filipský, indolog a překladatel
- 25. března
  - Petr Fiala, hudební skladatel, sbormistr a hudebník
  - Vojtěch Hurta, výtvarník, řezbář († 1. března 2014)
- 30. března – Josef Krofta, režisér loutkového divadla a vysokoškolský pedagog († 18. března 2015)
- 02. dubna – Jiří Pavlov, politik († 12. května 2004)
- 04. dubna – Jiří Paďour, dvanáctý biskup českobudějovický
- 05. dubna – Václav Mencl, senátor, primátor Brna
- 06. dubna – Jaromír Štětina, novinář, spisovatel a politik († 17. dubna 2025)
- 08. dubna – Martin Hilský, profesor anglické literatury, překladatel
- 09. dubna – Jana Hrabětová, historička a etnografka
- 15. dubna – Inka Šecová, herečka († 4. ledna 2019)
- 17. dubna
  - Pavel Augusta, geolog, geofyzik a publicista
  - Jan Grimm, malíř († 3. září 2012)
- 18. dubna – František Polák, televizní scenárista, dramaturg a režisér
- 20. dubna
  - Milan Černohouz, zpěvák a podnikatel
  - Alena Bartošíková, moravská spisovatelka
- 24. dubna – Jan Hálek, vysokoškolský pedagog a politik
- 26. dubna – Dominik Duka, 36. arcibiskup pražský a primas český, kardinál
- 27. dubna – Jaroslav Pavlíček, polárník, dobrodruh a spisovatel
- 28. dubna
  - Vratislav Brabenec, hudebník a literát
  - Jana Jonášová, operní pěvkyně–sopranistka
- 29. dubna – Vladimír Poštulka, textař, spisovatel a gurmet-kritik
- 30. dubna – Jan Hinais, malíř
- 03. května – Petr Voženílek, herpetolog a terarista († 24. února 2003)
- 06. května – Eva Irmanová, historička a hungaristka
- 08. května
  - Lubo Kristek, sochař, malíř a akční umělec
  - Tomáš Pěkný, prozaik, dramatik, kulturní historik († 17. listopadu 2013)
- 10. května – Jan Malý, lékař, emeritní ředitel Institutu klinické a experimentální medicíny
- 13. května – Michal Dymáček, matematik a politik
- 19. května – Petr Brukner, herec
- 21. května – Jiří Patočka, politik
- 21. května – Miki Volek, rockový zpěvák, kytarista, pianista a skladatel († 14. srpna 1996)
- 23. května – Felix Slováček, klarinetista, saxofonista, hudební skladatel a dirigent
- 27. května – Luděk Sobota, herec, bavič, scenárista a režisér
- 28. května – Miroslav Kořínek, herec, klavírista, korepetitor, hudební skladatel
- 29. května – Jan Kůrka, sportovní střelec, olympijský vítěz
- 29. května – Lukáš Matoušek, klarinetista, skladatel, hudební režisér a dramaturg
- 29. května – Antonín Viktora, jazzový kytarista († 29. května 2014)
- 10. června – Jiří Cerha, zpěvák, hudební skladatel a pedagog († 26. října 2021)
- 12. června – Aleš Lamr, malíř († 16. února 2024)
- 13. června – Karla Chadimová, herečka
- 14. června
  - Kamil Janáček, ekonom († 20. září 2023)
  - Otakar Mareček, veslař, bronz na OH 1972
- 16. června
  - Herbert Kisza, akademický malíř
  - Věra Ludíková, básnířka a esperantistka
- 17. června – Karel Matějka, jaderný fyzik († 15. března 2008)
- 21. června – Pavel Rudolf, malíř, kreslíř a grafik
- 24. června – Jan Sedlák, historik umění († 31. července 2016)
- 28. června
  - Petr Cincibuch, básník a prozaik
  - Alois Sikora, malíř, básník, ilustrátor
- 29. června – Karel Stretti, restaurátor výtvarných děl († 24. března 2018)
- 30. června – Jef Kratochvil, fotograf († 4. března 2018)
- 06. července – Richard Konkolski, mořeplavec
- 08. července – Joe Kučera, jazzový saxofonista a flétnista
- 09. července – František Ringo Čech, bubeník, zpěvák, textař, herec, politik, scenárista, dramatik, naivní malíř a spisovatel
- 12. července – Jan Dočekal, výtvarník, historik umění a kulturní publicista
- 17. července – Michael Josef Pojezdný, opat Strahovského kláštera
- 22. července
  - Jaromír Mayer, zpěvák
  - Jaroslav Šaroun, klavírista, skladatel, pedagog († 25. března 2021)
- 25. července – Marie Mlynářová, akademická sochařka a šperkařka († 11. ledna 1985)
- 28. července – Václav Havlíček, elektrotechnik a bývalý rektor ČVUT
- 03. srpna – Mnislav Zelený, etnolog, spisovatel a novinář
- 04. srpna – Daniel Strož, básník, publicista, nakladatel, literární kritik, mecenáš a politik
- 08. srpna – Petr Hošťálek, cestovatel a spisovatel
- 09. srpna
  - Lubomír Kaválek, československý a americký šachista († 18. ledna 2021)
  - František Němec, herec a divadelní pedagog
  - Ladislav Županič, herec († 9. prosince 2023)
- 11. srpna – Jurij Galin, režisér ruského původu
- 12. srpna – Pavel Svojanovský, veslař, reprezentant Československa, olympionik († 31. března 2024)
- 14. srpna – Bohdan Holomíček, dokumentární fotograf
- 16. srpna – Jaroslav Pollert, československý kanoista
- 17. srpna – Pavel Rychetský, politik, právník, předseda Ústavního soudu České republiky
- 19. srpna – Jan Litomiský, disident, signatář Charty 77 a politik
- 22. srpna – Rudolf Krautschneider, publicista, spisovatel a ilustrátor, námořník a dobrodruh
- 24. srpna
  - Drahomíra Hofmanová, herečka
  - Marie Bednářová, starostka Kladna, první československá hokejová rozhodčí
- 03. září – Michal Kudělka, akademický malíř, ilustrátor, grafik, typograf a pedagog († 12. srpna 2001)
- 04. září – Miroslav Lacký, hokejový brankář († 31. ledna 2023)
- 06. září – Jana Břežková, herečka a kostýmní výtvarnice
- 08. září – Václav Postránecký, herec a pedagog († 7. května 2019)
- 09. září – Miroslav Plešák, dramaturg a režisér
- 10. září
  - Otakar Černý, televizní moderátor, novinář a sportovní publicista
  - Jaroslav Wykrent, hudební skladatel, textař a hudebník († 12. března 2022)
- 11. září – Pavel Seifer, politik
- 13. září
  - Otakar Antoň Funda, filosof, religionista
  - Lydie Romanská, básnířka, prozaička a sbormistryně
- 14. září
  - Jan Vala, herec a moderátor
  - Jana Gazdíková, herečka
- 17. září – Michal Bukovič, textař († 31. ledna 2008)
- 18. září – Jan Kadubec, výtvarník a sochař
- 19. září – Miroslav Plaček, český kastellolog, archeolog, vysokoškolský pedagog a spisovatel
- 20. září – Dana Trávníčková, cestovatelka a spisovatelka
- 21. září – Jiří Wimmer, herec, komik a bavič, básník, kreslíř († 25. ledna 2001)
- 02. října – Jiřina Fuchsová, básnířka, překladatelka, novinářka
- 05. října – Jaromír Málek, egyptolog († 23. května 2023)
- 12. října
  - Jiřina Veselská, etnografka, muzejní pracovnice
  - Karel Černoch, zpěvák, muzikálový herec, hudební skladatel a moderátor († 27. prosince 2007)
- 22. října – Bohumil Fišer, lékař a politik († 21. března 2011)
- 23. října – Václav Neckář, popový zpěvák a filmový herec
- 26. října – Jaroslav Čejka, básník, prozaik, dramatik a žurnalista
- 03. listopadu – Jiří Stříteský, senátor, primátor Pardubic0
- 10. listopadu – Livia Klausová, ekonomka, manželka prezidenta Václava Klause
- 11. listopadu – Marie Tomášková-Dytrychová, zvonařka
- 21. listopadu – Emil Jaroš, lékař a politik
- 27. listopadu – Bohuslav Vítek, muzikolog, publicista, dramaturg a pedagog
- 30. listopadu
  - Antonín Dufek, historik umění, kurátor a teoretik fotografie
  - Viktor Stříbrný, kladenský umělecký kovář, malíř († 24. ledna 2012)
- 02. prosince – Josef Žluťák Hrubý, herec a spisovatel († 28. dubna 2015)
- 03. prosince – František Maxera, keramik, disident a exulant v Rakousku
- 07. prosince – František Veselý, fotbalista († 30. října 2009)
- 08. prosince – Jan Klíma, historik
- 09. prosince – Jan Třebický, pedagog a politik
- 10. prosince – Stanislav Bělehrádek, politik KDU-ČSL
- 11. prosince – Pavel Major, malíř, ilustrátor, grafik a pedagog
- 23. prosince – Dan Gawrecki, historik
- 24. prosince – Libuše Márová, operní pěvkyně–altistka a mezzosopranistka
- 28. prosince – Jindřich Modráček, akademický malíř

### Svět
- 01. ledna

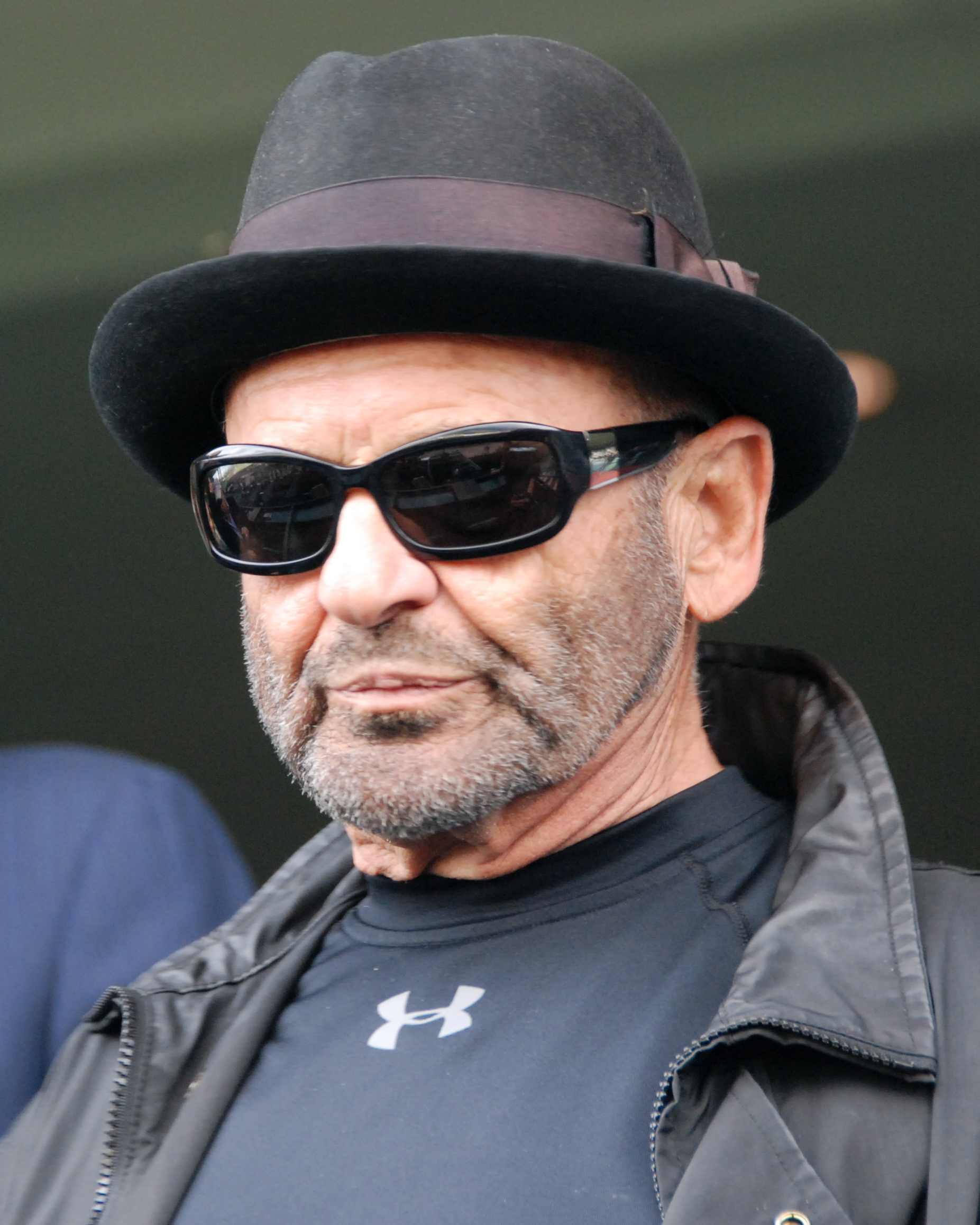
Joe Pesci (* 9. února)

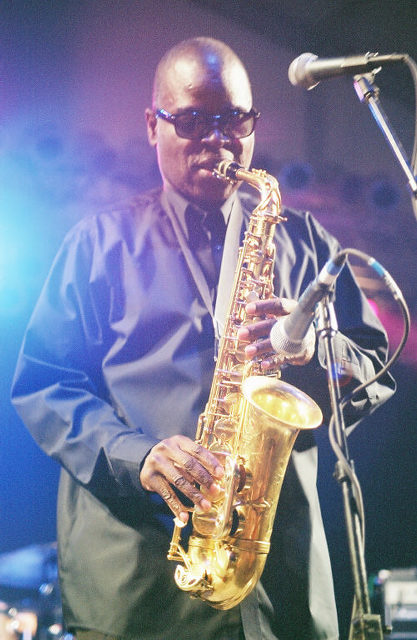
Maceo Parker (* 14. února)

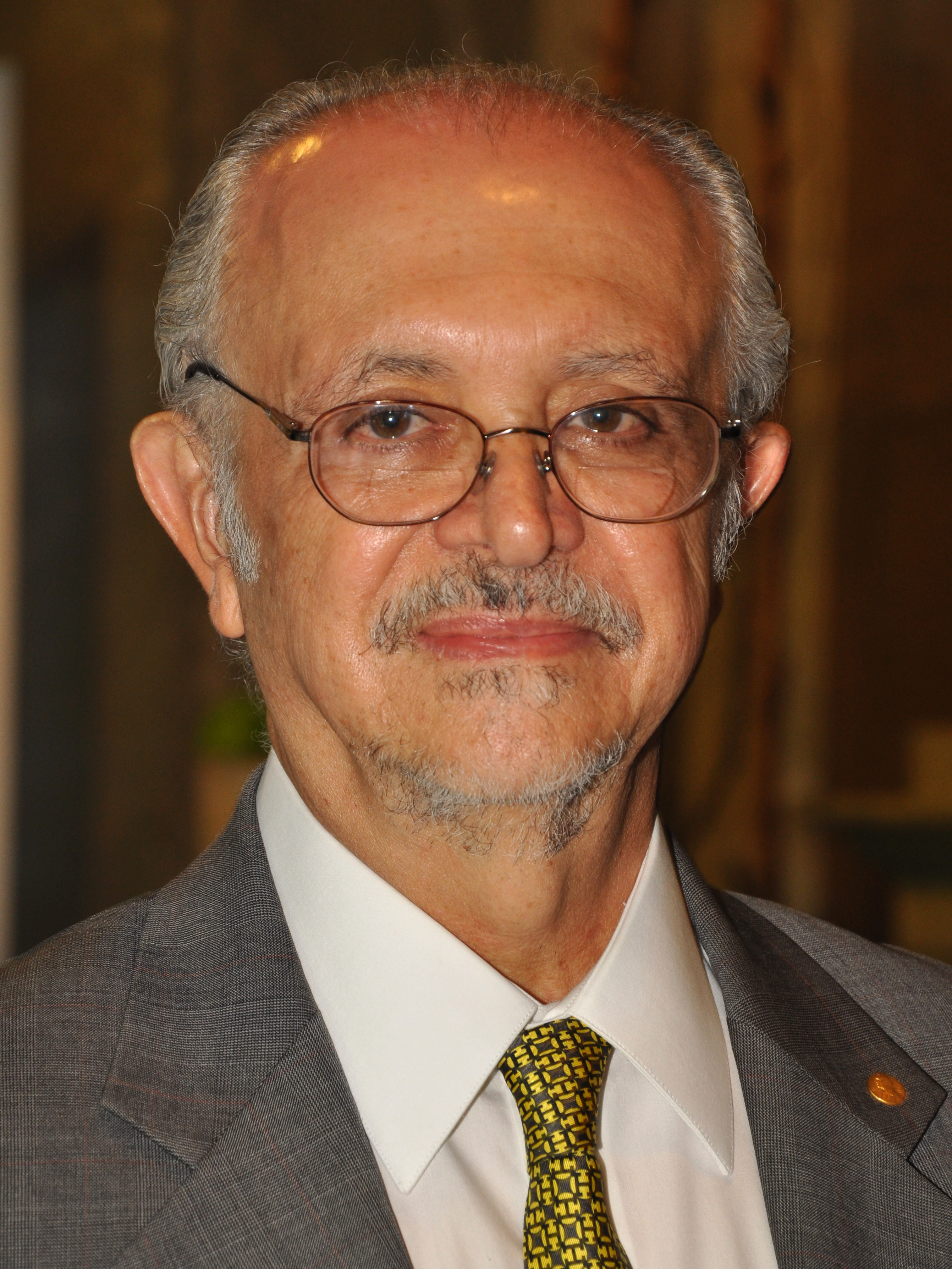
Mario J. Molina (* 19. března)

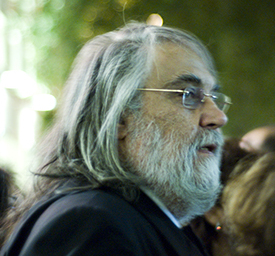
Vangelis (* 29. března)

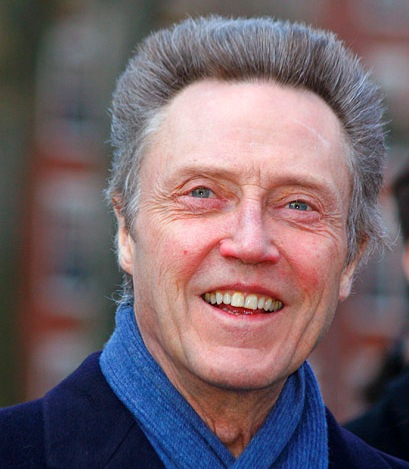
Christopher Walken (* 31. března)

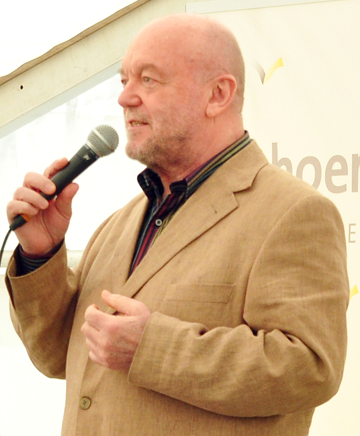
Peter Lipa (* 30. května)

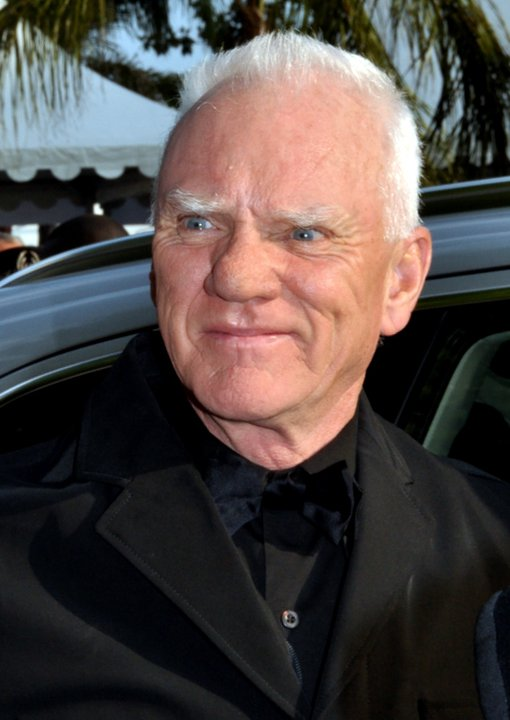
Malcolm McDowell (* 13. června)

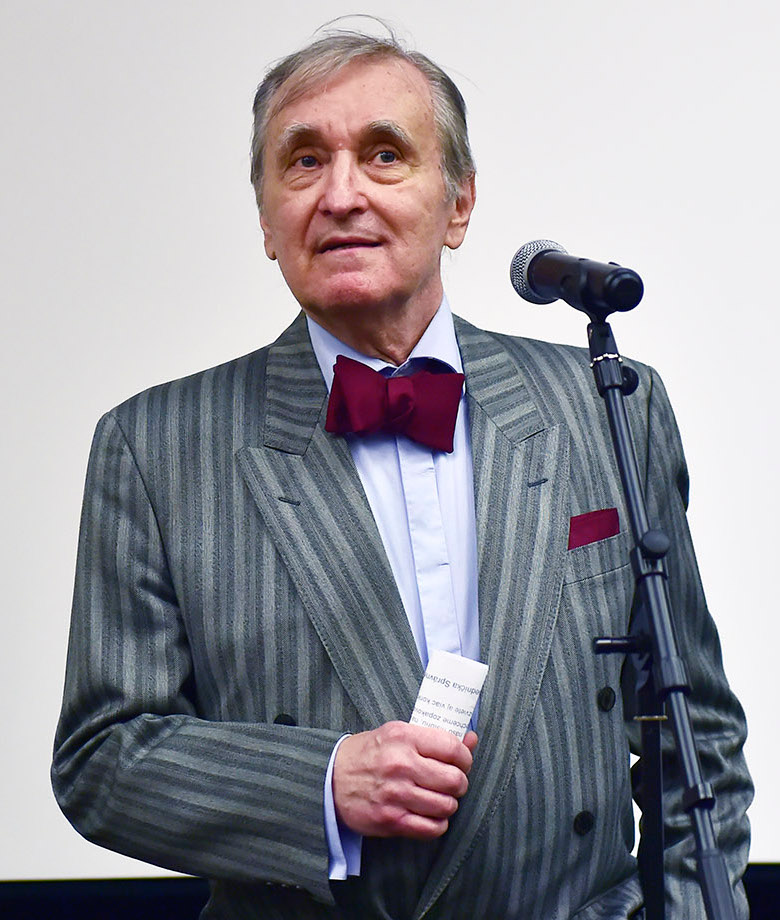
Milan Markovič (* 14. července)

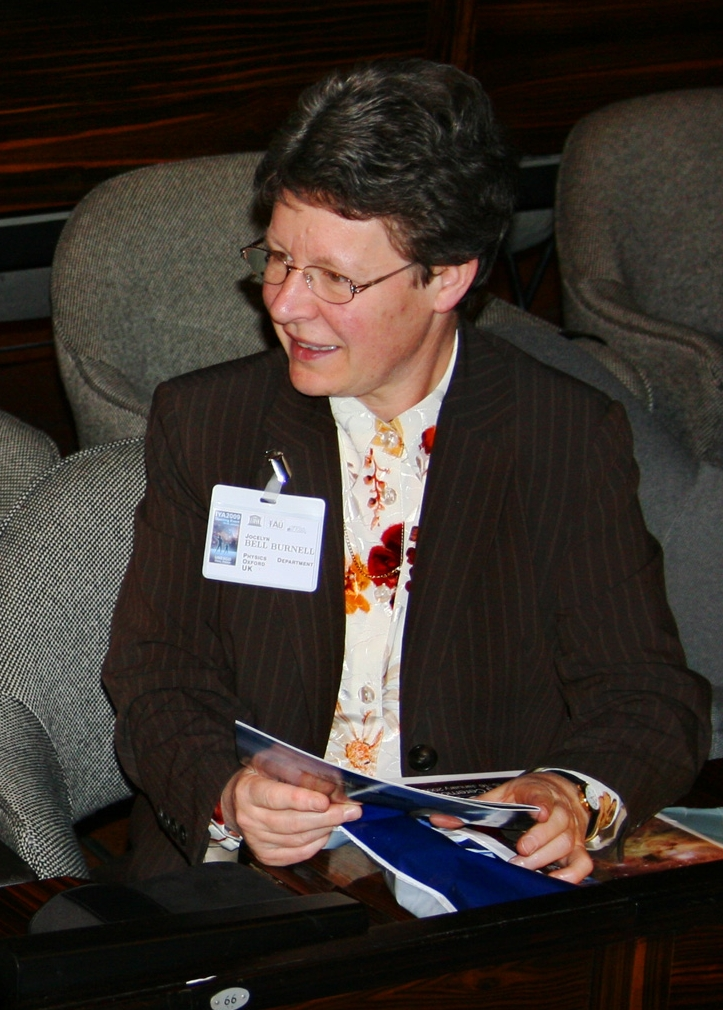
Jocelyn Burnellová (* 15. července)

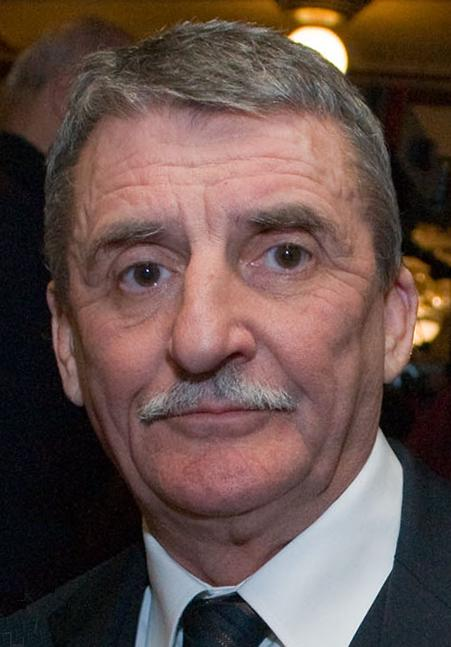
Martin Huba (* 16. července)

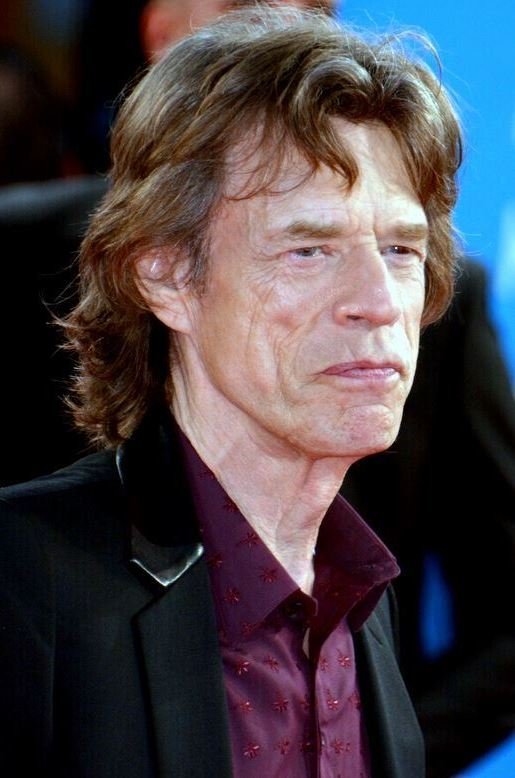
Mick Jagger (* 26. července)

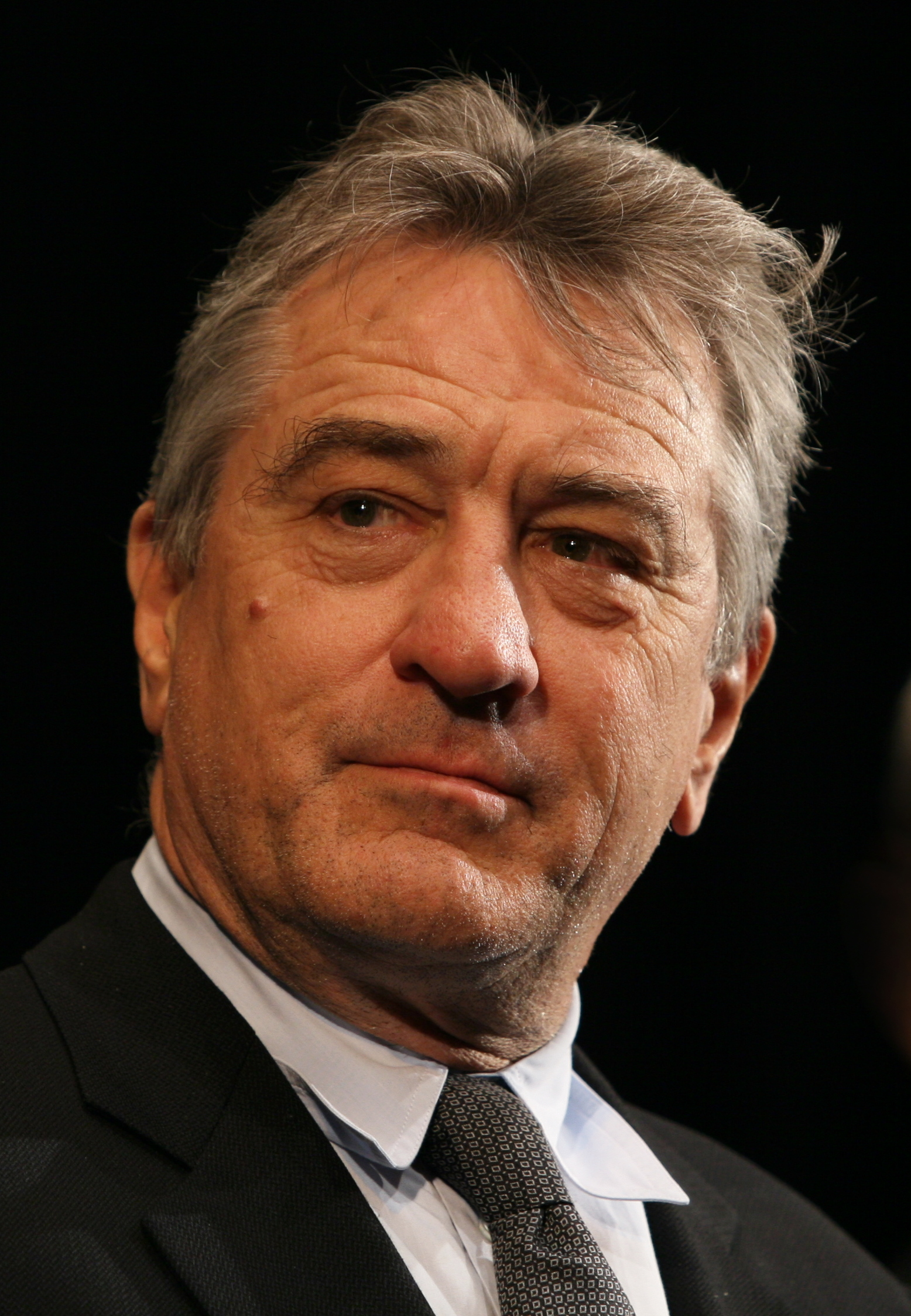
Robert De Niro (* 17. srpna)

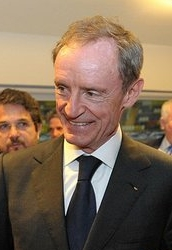
Jean-Claude Killy (* 30. srpna)

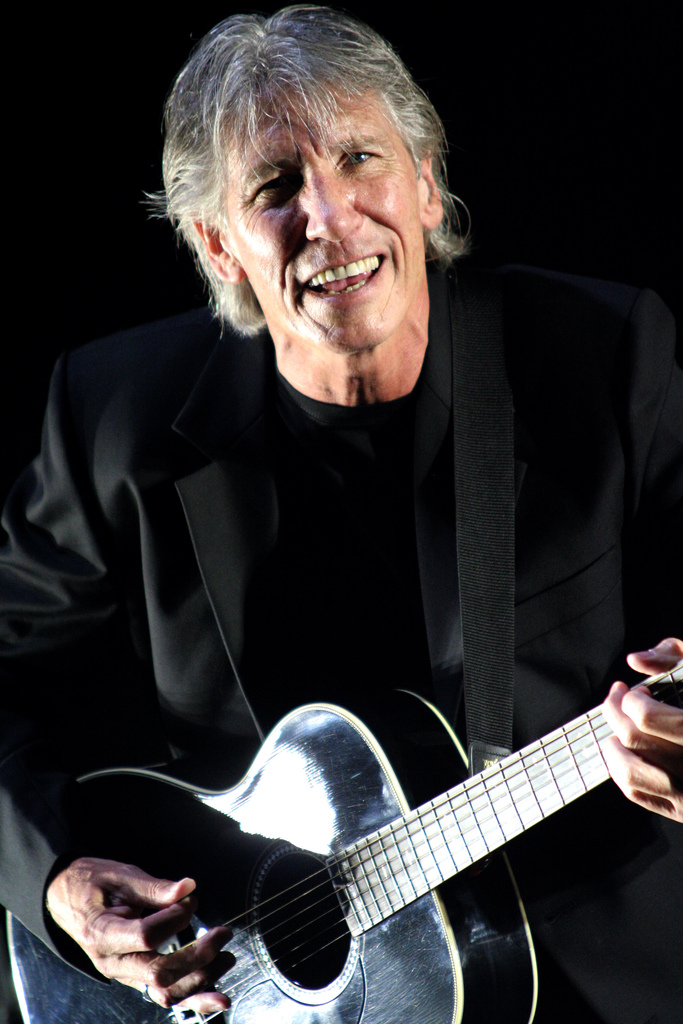
Roger Waters (* 6. září)

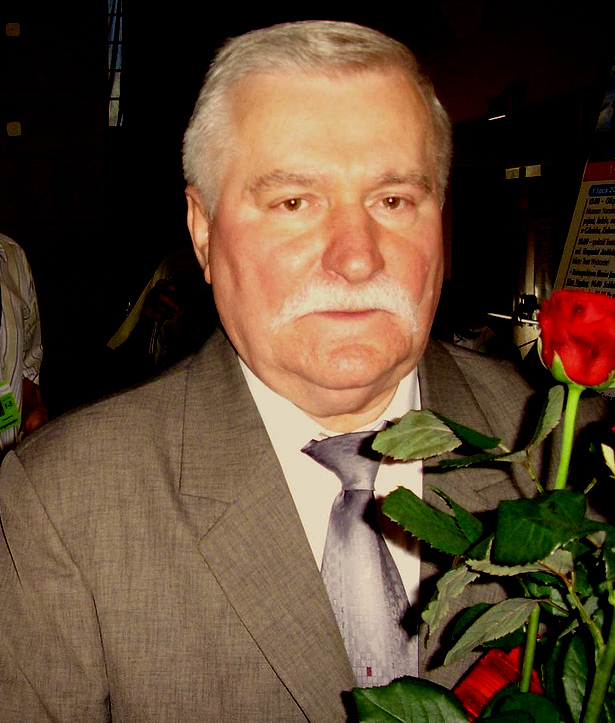
Lech Wałęsa (* 29. září)

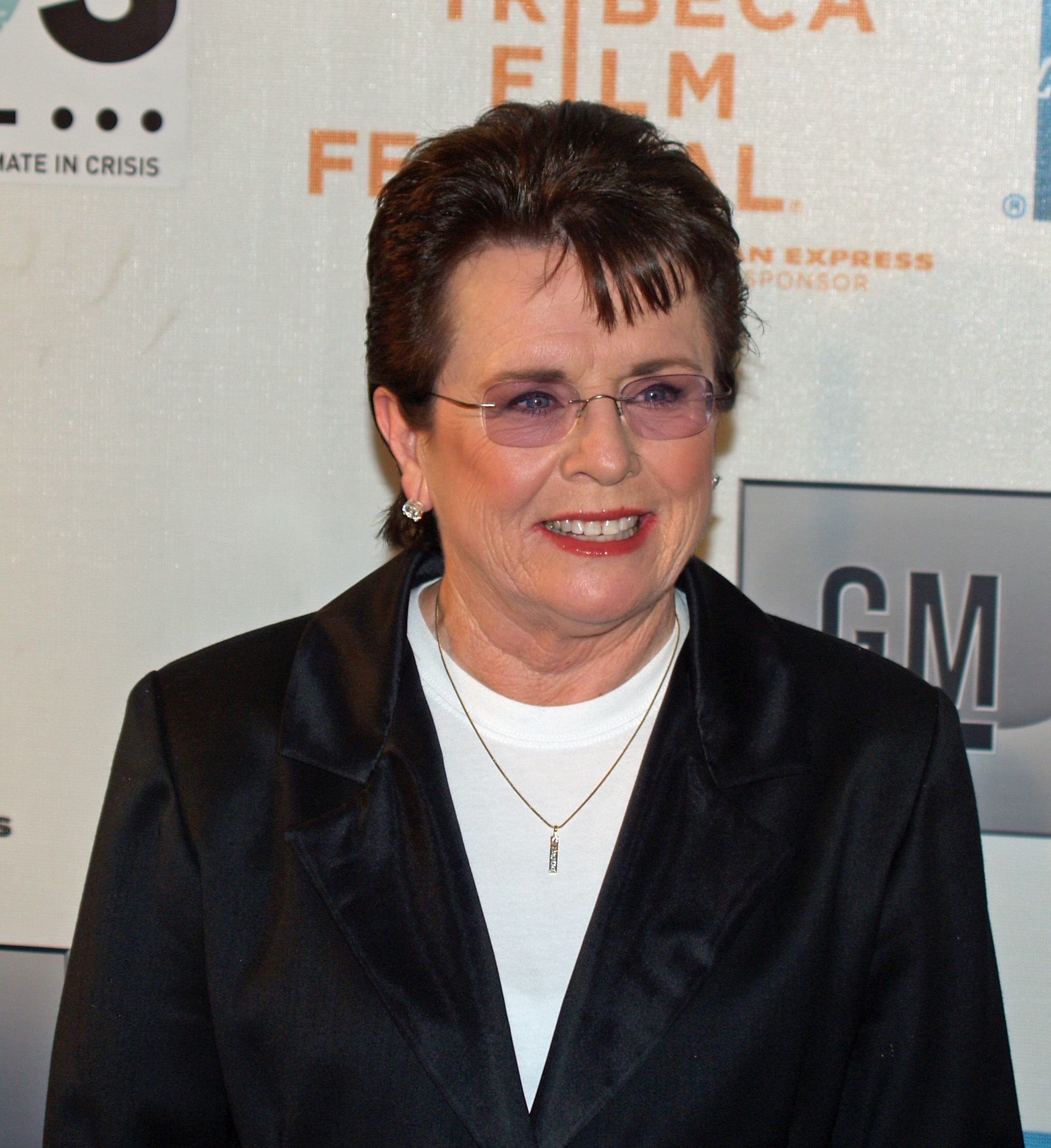
Billie Jean Kingová (* 22. listopadu)

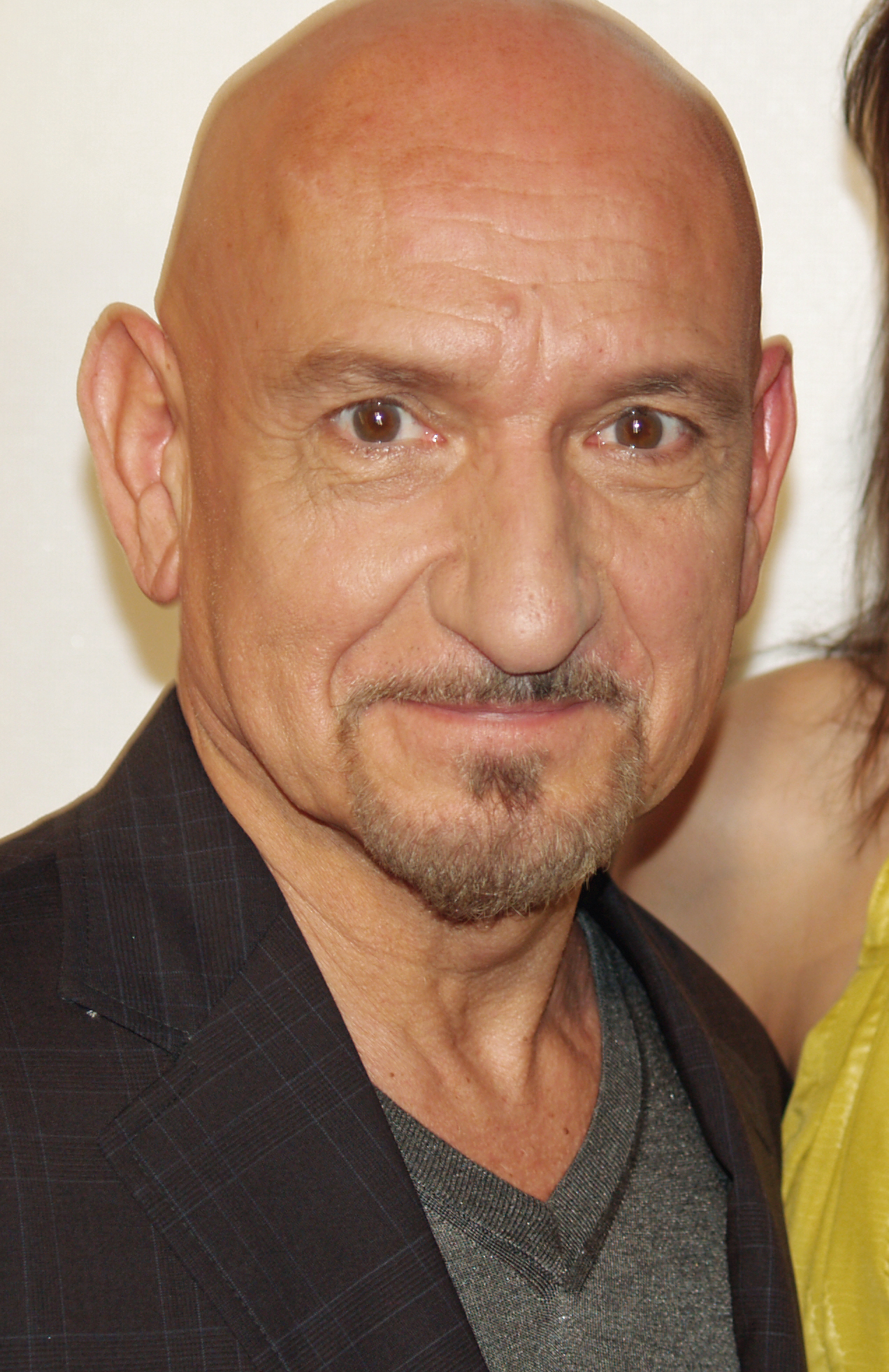
Ben Kingsley (* 31. prosince)

  - Don Novello, americký režisér, scenárista a herec
  - Richard Sennett, americký sociolog
- 02. ledna – Jack Dykinga, americký fotograf
- 03. ledna
  - Brian Hopper, britský saxofonista
  - Jan Maget, slovenský malíř, ilustrátor a grafik
  - Van Dyke Parks, americký hudebník, skladatel, aranžér, spisovatel a herec
- 05. ledna – Reinhold Kaiser, německý historik
- 06. ledna – Barry Altschul, americký jazzový bubeník
- 07. ledna – Delia Steinberg Guzmán, španělská filozofka, spisovatelka a klavíristka
- 08. ledna – Lee Jackson, britský baskytarista a zpěvák
- 09. ledna
  - Scott Walker, americký zpěvák, hudebník (multiinstrumentalista), hudební producent a skladatel († 2. března 2019)
  - Jerry Yester, americký zpěvák, hudební skladatel, hudební producent a hudební aranžér
- 13. ledna – Willie Alexander, americký zpěvák a klávesista
- 14. ledna
  - Angelo Bagnasco, italský kardinál
  - Shannon Lucidová, americká astronautka
  - Juraj Slezáček, slovenský herec a divadelní pedagog († 5. srpna 2016)
  - Ralph M. Steinman, kanadský imunolog a cytolog, Nobelova cena 2011 († 30. září 2011)
  - Mariss Jansons, lotyšský dirigent
  - Holland Taylor, americká herečka
- 17. ledna – Daniel Brandenstein, americký vojenský pilot a astronaut
- 18. ledna
  - Al Foster, americký jazzový bubeník
  - Dave Greenslade, britský klávesista
- 19. ledna – Janis Joplin, americká bluesová a rocková zpěvačka a kytaristka († 4. října 1970)
- 20. ledna – Armando Guebuza, prezident Mosambické republiky
- 22. ledna – Didier Malherbe, francouzský saxofonista a flétnista
- 23. ledna – Gary Burton, americký jazzový vibrafonista
- 24. ledna – Sharon Tate, americká herečka a modelka. († 9. srpna 1969)
- 26. ledna – Jeremy Rifkin, americký ekonom, prognostik a environmentalista
- 03. února – Domenico Calcagno, italský kardinál
- 04. února
  - Ken Thompson, americký programátor a informatik
  - Wanda Rutkiewiczová, polská horolezkyně, alpinistka († 13. května 1992)
- 05. února – Michael Mann, americký filmový režisér, scenárista a producent
- 08. února – Jacob A. Frenkel, guvernér Izraelské centrální banky
- 09. února
  - Jonny Nilsson, švédský rychlobruslař, olympijský vítěz († 22. června 2022)
  - Joe Pesci, americký herec, komik a hudebník
  - Joseph Stiglitz, americký ekonom, Nobelova cena 2001
- 11. února – Stan Szelest, americký klávesista († 20. ledna 1991)
- 14. února
  - Eric Andersen, americký kytarista, zpěvák a skladatel
  - Maceo Parker, americký funkový a souljazzový saxofonista
- 19. února – Tim Hunt, anglický biolog, nositel Nobelovy ceny 2001
- 20. února – Alexandr Pavlovič Alexandrov, sovětský kosmonaut
- 21. února – Roberto Faenza, italský filmový režisér a scenárista
- 22. února
  - Terry Eagleton, britský literární teoretik a kritik
  - Horst Köhler, devátý prezident Spolkové republiky Německo († 1. února 2025)
  - Eduard Limonov, ruský spisovatel a politik († 17. března 2020)
- 24. února – Catherine Cesarsky, astronomka francouzského původu
- 25. února – George Harrison, člen kapely Beatles († 29. listopadu 2001)
- 26. února
  - Johnny Höglin, švédský rychlobruslař, olympijský vítěz
  - Kazimira Prunskienė, premiérka Litvy
  - Bob Hite, americký zpěvák († 5. dubna 1981)
- 01. března – Franz Hohler, švýcarský spisovatel, kabaretiér a písničkář
- 02. března
  - Peter Straub, americký spisovatel († 4. září 2022)
  - Jackson C. Frank, americký folkový zpěvák († 3. března 1999)
- 03. března
  - Carole Seymour-Jones, velšská spisovatelka († 23. května 2015)
  - Aeronwy Thomas, britská překladatelka († 27. července 2009)
- 04. března – Malcolm Barber, britský historik
- 05. března
  - Frank Forberger, německý veslař, olympijský vítěz
  - Lucio Battisti, italský zpěvák a skladatel († 9. září 1998)
- 09. března
  - Jef Raskin, americký inženýr a softwarový vývojář
  - Bobby Fischer, americký šachista, mistr světa v šachu († 17. ledna 2008)
- 10. března – Peter Tremayne, britský spisovatel a historik
- 14. března – Jim Pons, americký baskytarista a zpěvák
- 15. března
  - David Cronenberg, kanadský režisér, scenárista a příležitostný herec
  - Sly Stone, americký hudebník, hudební skladatel, producent a zpěvák
- 16. března – Milan Lechan, slovenský básník a humorista
- 19. března
  - Mario J. Molina, mexický chemik, Nobelova cena 1995 († 7. října 2020)
  - Mario Monti, předseda vlády Italské republiky
- 20. března
  - Gerard Malanga, americký fotograf, filmový producent, básník
  - Richard Rohr, americký františkánský kazatel a spisovatel
- 21. března – Vivian Stanshall, britský hudebník, malíř, zpěvák, básník, spisovatel († 5. března 1995)
- 22. března – Keith Relf, anglický hudebník († 14. května 1976)
- 23. března
  - László Dubrovay, maďarský skladatel
  - Nils-Aslak Valkeapää, sámský spisovatel, hudebník a malíř († 27. listopadu 2001)
- 25. března – Kevin Kelley, americký bubeník († 6. dubna 2002)
- 26. března
  - Peter Áč, slovenský fotograf
  - Bob Woodward, americký novinář a spisovatel
- 28. března
  - Conchata Ferrell, americká herečka
  - Juraj Okoličány, slovenský hokejový rozhodčí a hokejový supervizor († 10. září 2008)
- 29. března
  - Eric Idle, britský komik
  - John Major, předseda vlády Velké Británie
  - Vangelis, instrumentalista a hudební skladatel řeckého původu († 17. května 2022)
  - Alexandr Viktorenko, sovětský kosmonaut
- 31. března – Christopher Walken, americký filmový a divadelní herec
- 01. dubna – Mario Botta, švýcarský architekt
- 02. dubna – Larry Coryell, americký jazzový kytarista († 19. února 2017)
- 03. dubna – Richard Manuel, kanadský klávesista, zpěvák († 4. března 1986)
- 05. dubna – Jean-Louis Tauran, francouzský kněz, vatikánský diplomat a kardinál († 5. července 2018)
- 07. dubna – Mick Abrahams, kytarista skupiny Jethro Tull
- 13. dubna – Tim Krabbé, nizozemský novinář, spisovatel a bývalý šachista
- 15. dubna – Robert Lefkowitz, americký biochemik, Nobelova cena za chemii 2012
- 16. dubna
  - Dave Peverett, britský hudebník
  - Chris Youlden, britský zpěvák († 4. dubna 2025)
- 17. dubna – Roy Estrada, americký baskytarista
- 20. dubna
  - John Eliot Gardiner, britský dirigent
  - Edie Sedgwick, americká herečka a modelka. († 16. listopadu 1971)
- 23. dubna – Tony Esposito, kanadsko-americký hokejový brankář († 10. srpna 2021)
- 24. dubna
  - Thomas King, kanadský spisovatel a reportér
  - Peter Pospíšil, slovenský házenkář, olympijský medailista († 17. dubna 2006)
- 26. dubna – Peter Zumthor, švýcarský architekt
- 28. dubna – John Creighton, americký námořní letec a astronaut
- 30. dubna
  - Bobby Vee, americký zpěvák pop music († 24. října 2016)
  - Frederick Chiluba, druhý prezident Zambie († 18. června 2011)
- 04. května – Georgi Asparuchov, bulharský fotbalový útočník († 30. června 1971)
- 05. května
  - Michael Palin, britský komik, spisovatel
  - Ignacio Ramonet, španělský spisovatel a novinář
- 06. května – Andreas Baader, vůdce německé levicové organizace Frakce Rudé armády († 18. října 1977)
- 07. května – János Kóbor, maďarský hudebník a zpěvák
- 08. května
  - Pat Barkerová, britská spisovatelka
  - Paul Samwell-Smith, anglický hudebník
  - Danny Whitten, americký zpěvák, kytarista a hudební skladatel († 18. listopadu 1972)
- 09. května – Philippe Aziz, francouzský spisovatel a novinář tuniského původu
- 14. května
  - Ólafur Ragnar Grímsson, pátý islandský prezident
  - Jack Bruce, britský rockový hudebník († 25. října 2014)
  - Winston Riley, jamajský zpěvák, hudební producent a skladatel († 19. ledna 2012)
- 20. května – Albano Carrisi, italský zpěvák, herec a vinař
- 21. května
  - Hilton Valentine, anglický hudebník a skladatel († 29. ledna 2021)
  - Vincent Crane, britský hráč na klávesové nástroje († 14. února 1989)
- 22. května – Betty Williamsová, irská mírová aktivistka, Nobelova cena za mír 1976 († 17. března 2020)
- 24. května – Gary Burghoff, americký herec, režisér, hudebník a malíř
- 27. května – Artěmij Michajlovič Karapeťjanc, ruský sinolog a lingvista († 26. prosince 2021)
- 30. května – Peter Lipa, slovenský zpěvák, skladatel, hudební organizátor
- 02. června – Crescenzio Sepe, italský kardinál
- 05. června – Michael Davis, americký rockový baskytarista († 17. února 2012)
- 06. června – Richard Smalley, americký chemik, Nobelova cena za chemii 1996 († 28. října 2005)
- 08. června
  - Colin Baker, britský herec
  - Willie Davenport, americký atlet, olympijský vítěz v běhu na 110 metrů překážek († 17. června 2002)
- 09. června
  - Kenny Barron, americký jazzový klavírista, hudební skladatel a pedagog
  - Joe Haldeman, americký spisovatel science fiction
- 12. června – László Benkő, maďarský rockový klávesista († 18. listopadu 2020)
- 13. června
  - Malcolm McDowell, anglický herec a příležitostný scenárista
  - Edward Skorek, polský volejbalista
- 15. června
  - Johnny Hallyday, francouzský zpěvák a herec († 6. prosince 2017)
  - Poul Nyrup Rasmussen, premiér Dánska
- 16. června – Dagmar Lassanderová, německá herečka
- 17. června
  - Newt Gingrich, 58. předseda Sněmovny reprezentantů Spojených států amerických
  - Barry Manilow, americký zpěvák a skladatel
- 21. června – Salomé, španělská zpěvačka
- 22. června
  - Klaus Maria Brandauer, rakouský divadelní a filmový herec, režisér a pedagog
  - Ralph Molina, americký rockový bubeník
- 23. června – Vint Cerf, americký informatik, otec internetu
- 28. června
  - Helena Blehárová, slovenská zpěvačka
  - Klaus von Klitzing, německý fyzik, Nobelova cena 1985
  - Ryszard Krynicki, polský básník, nakladatel a překladatel
  - Osi Rhys Osmond, velšský malíř a televizní a rozhlasový moderátor († 6. března 2015)
- 29. června
  - Gerhard Auer, německý veslař, olympijský vítěz († 21. září 2019)
  - Garland Jeffreys, americký zpěvák a kytarista
  - Peter Schäfer, německý judaista
  - Bob Brunning, britský baskytarista († 18. října 2011)
- 03. července
  - Kurtwood Smith, americký herec
  - Norman Thagard, americký lékař, kosmonaut
  - Ray Lynch, americký kytarista a loutnista
- 04. července – Alan Wilson, americký zpěvák, kytarista a hráč na foukací harmoniku († 3. září 1970)
- 05. července – Robbie Robertson, kanadský zpěvák, kytarista, skladatel, producent a herec († 9. srpna 2023)
- 07. července – Toto Cutugno, italský zpěvák a skladatel († 22. srpna 2023)
- 09. července – John Casper, americký vojenský pilot a astronaut
- 10. července – Arthur Ashe, americký tenista († 6. února 1993)
- 11. července – Howard Gardner, americký vývojový psycholog
- 12. července – Christine McVie, anglická rocková zpěvačka, klávesistka a textařka († 30. listopadu 2022)
- 14. července – Milan Markovič, slovenský humorista, herec, moderátor
- 15. července – Jocelyn Bellová Burnellová, severoirská astronomka
- 16. července
  - Martin Huba, slovenský herec a divadelní režisér
  - Patricia Churchlandová, kanadská filozofka, představitelka analytické filozofie
  - Reinaldo Arenas, kubánský básník, prozaik a dramatik († 7. prosince 1990)
- 17. července
  - Peter Andruška, slovenský básník, prozaik a kritik
  - Šlomo Ben Ami, izraelský politik, diplomat a historik
- 19. července
  - Roy D. Bridges, americký astronaut
  - Thomas J. Sargent, americký ekonom, Nobelova cena 2011
- 21. července
  - Edward Herrmann, americký herec († 31. prosince 2014)
  - Henry McCullough, anglický písničkář a kytarista († 14. června 2016)
- 22. července – Ira Nadel, americký spisovatel
- 23. července – Tony Joe White, americký zpěvák, kytarista a hudební skladatel
- 24. července – Ljudmila Bragina, ruská olympijská vítězka v běhu na 1500 metrů
- 25. července
  - Julia Freyová, americká historička francouzské literatury a kultury devatenáctého století
  - Jim McCarty, britský bubeník, zpěvák a kytarista
- 26. července – Mick Jagger, britský rockový hudebník, herec, skladatel
- 28. července
  - Richard Wright, britský klávesista a příležitostný zpěvák († 15. září 2008)
  - Mike Bloomfield, americký bluesový kytarista, zpěvák a hudební skladatel († 15. února 1981)
- 30. července
  - Giuseppe Versaldi, italský kardinál
  - Giovanni Goria, premiér Itálie († 21. května 1994)
- 01. srpna – Jozef Šimončič, slovenský kameraman
- 04. srpna
  - Michael McCulley, americký astronaut
  - Bjørn Wirkola, norský skokan na lyžích, sdruženář a fotbalista
- 05. srpna – Christian Grashof, německý herec
- 07. srpna – Alain Corneau, francouzský filmový režisér a scenárista († 30. srpna 2010)
- 10. srpna
  - Jimmy Griffin, americký zpěvák, kytarista a skladatel († 11. ledna 2005)
- 10. srpna – John Zerzan, americký anarchistický filozof a historik
- 11. srpna
  - Jim Kale, kanadský baskytarista
  - Parvíz Mušaraf, prezident a předseda vlády Pákistánu († 5. února 2023)
  - Dieter Schubert, německý veslař, olympijský vítěz
- 12. srpna – Geoff Muldaur, americký zpěvák a kytarista
- 13. srpna – Roberto Micheletti, prezident Hondurasu
- 14. srpna – Jon McBride, americký vojenský letec a kosmonaut
- 17. srpna – Robert De Niro, americký herec
- 18. srpna
  - Hannu Mäkelä, finský básník, prozaik a dramatik
  - Gianni Rivera, italský forbalista
  - Carl Wayne, britský zpěvák a herec († 31. srpna 2004)
- 20. srpna – Sylvester McCoy, britský herec
- 21. srpna – Patrick Demarchelier, francouzský módní a portrétní fotograf
- 22. srpna – Ida Rapaičová, slovenská herečka, divadelní pedagožka a politička
- 23. srpna – Pino Presti, italský kytarista, skladatel, dirigent, producent a karatista
- 24. srpna
  - Dafydd Iwan, velšský zpěvák, kytarista, textař a politik
  - John Cipollina, americký kytarista († 29. května 1989)
- 25. srpna – Niles Eldredge, americký paleontolog a evoluční biolog
- 27. srpna – Wolfgang Nordwig, německý olympijský vítěz ve skoku o tyči
- 29. srpna
  - Fred Sandback, americký sochař († 23. června 2003)
  - Dick Halligan, americký hudebník a skladatel
  - Arthur B. McDonald, kanadský fyzik, Nobelova cena 2015
- 30. srpna – Jean-Claude Killy, francouzský sjezdař
- září – Steven Pressfield, americký romanopisec a scenárista
- 06. září
  - Richard John Roberts, anglický molekulární biolog a genetik, Nobelova cena 1993
  - Roger Waters, britský rockový hudebník, zpěvák a skladatel
- 08. září – Alois Bierl, německý veslař, olympijský vítěz
- 09. září – Hélène Vincent, francouzská divadelní a filmová herečka
- 10. září
  - Richard Mullane, americký důstojník, zkušební pilot a astronaut
  - Neale Donald Walsch, americký spisovatel
- 11. září – Mickey Hart, americký bubeník a muzikolog
- 12. září – Michael Ondaatje, kanadsko-srílanský prozaik a básník
- 13. září
  - Luis Eduardo Aute, španělský zpěvák a kytarista († 4. dubna 2020)
  - Ján Geleta, slovenský fotbalista, československý reprezentant
- 14. září – Tony Hooper, anglický písničkář a hudebník
- 17. září
  - Angelo Comastri, italský kardinál
  - János Kis, maďarský liberální filozof a politik
- 20. září
  - Anton Baláž, slovenský spisovatel
  - Šinobu Sekine, japonský judista, olympijský vítěz († 18. prosince 2018)
- 22. září – George Benson, americký jazzový kytarista, a zpěvák
- 23. září – Julio Iglesias, španělský popový zpěvák
- 24. září – Antonio Tabucchi, italský spisovatel († 25. března 2012)
- 25. září
  - Robert Gates, ministr obrany Spojených států amerických
  - John Locke, americký rockový klávesista († 4. srpna 2006)
- 27. září – Randy Bachman, kanadský rockový hudebník
- 29. září – Lech Wałęsa, prezident Polské republiky
- 30. září – Johann Deisenhofer, americký chemik, Nobelova cena za chemii 1988
- 01. října – Jean-Jacques Annaud, francouzský filmový režisér, scenárista a producent
- 05. října
  - Etela Farkašová, slovenská spisovatelka, esejistka, publicistka a filozofka
  - Steve Miller, americký kytarista a zpěvák-skladatel
  - Inna Čurikovová, ruská divadelní a filmová herečka († 14. ledna 2023)
- 07. října – Robert John Weston Evans, britský historik
- 09. října
  - Pete Cosey, americký jazzový kytarista († 30. května 2012)
  - Ronnie Barron, americký zpěvák, herec, varhaník a klávesista († 20. března 1997)
- 11. října – John Nettles, anglický herec, historik[3] a spisovatel
- 13. října – Peter Sauber, švýcarský majitel týmu formule 1
- 14. října
  - Muhammad Chátamí, íránský učenec, filosof, ší'itský teolog a reformní politik
  - Dyanne Thorne, americká herečka
  - Fritz Pauer, rakouský jazzový klavírista, hudební skladatel a kapelník († 1. července 2012)
- 15. října – Stanley Fischer, guvernér Izraelské centrální banky
- 16. října – Fred Turner, kanadský rockový baskytarista, zpěvák a skladatel
- 18. října – Andrej Bajuk, slovinský ekonom a politik, předseda vlády († 16. srpna 2011)
- 20. října – Bugs Henderson, americký bluesový kytarista († 8. března 2012)
- 22. října – Catherine Deneuve, francouzská filmová herečka
- 23. října – Billy Talbot, americký baskytarista, zpěvák a hudební skladatel
- 24. října – Theodor Stolojan, premiér Rumunska
- 25. října – Roy Lynes, britský klávesista a příležitostný zpěvák
- 27. října – Michel Ocelot, francouzský režisér animovaných filmů
- 28. října – Július Matula, slovenský režisér a scenárista
- 01. listopadu – Salvatore Adamo, belgický zpěvák a hudebník italského původu
- 02. listopadu – Casey Donovan, americký pornografický herec († 10. srpna 1987)
- 03. listopadu – Bert Jansch, skotský kytarista a zpěvák († 5. října 2011)
- 05. listopadu – Sam Shepard, americký spisovatel, hudebník, scenárista, herec a režisér († 27. července 2017)
- 06. listopadu – Saša Sokolov, ruský spisovatel
- 07. listopadu
  - Vladimír Hagara, slovenský fotbalista, československý reprezentant
  - Joni Mitchell, kanadská písničkářka a malířka
  - Michael Spence, americký ekonom, Nobelova cena 2001
- 08. listopadu – John Hunter, novozélandský veslař, olympijský vítěz
- 09. listopadu – Michael Kunze, německý textař, libretista a spisovatel
- 12. listopadu – Wallace Shawn, americký komik, herec a dramatik
- 13. listopadu – Mustafa Džemilev, sovětský disident a jeden z vůdců Krymských Tatarů
- 16. listopadu – Samuel Thornton Durrance, vědec a americký kosmonaut († 5. května 2023)
- 18. listopadu – Leonardo Sandri, argentinský kardinál
- 19. listopadu – Fred Lipsius, saxofonista a aranžér jazz rockové skupiny Blood
- 20. listopadu – Ivan Hrdlička, slovenský fotbalista, československý reprezentant
- 21. listopadu – Jacques Laffite, francouzský automobilový závodník
- 22. listopadu
  - Billie Jean Kingová, americká tenistka
  - Torill Thorstad Haugerová, norská spisovatelka († 4. července 2014)
- 23. listopadu
  - Eberhard Feik, německý herec († 18. října 1994)
  - Denis Sassou-Nguesso, prezident Konžské republiky
- 26. listopadu
  - Marilynne Robinsonová, americká spisovatelka a esejistka
  - Terrence Malick, americký filmový režisér, scenárista a producent
  - Rob Grill, americký zpěvák, baskytarista a skladatel († 11. července 2011)
  - Edward L. G. Bowell, americký astronom († 21. srpna 2023)
- 27. listopadu – Ron Chesterman, anglický hudebník a archivář († 16. března 2007)
- 28. listopadu – Randy Newman, americký zpěvák, klavírista a hudební skladatel
- 30. listopadu
  - Finn E. Kydland, norský ekonom, Nobelova cena 2004
  - Nicholas Negroponte, řecko-americký architekt
- 05. prosince
  - Nicolae Văcăroiu, premiér Rumunska
  - Andrew Yeom Soo-jung, jihokorejský kardinál
- 08. prosince
  - Mary Woronov, americká herečka a spisovatelka
  - Jim Morrison, americký zpěvák, básník, textař a leader rockové skupiny The Doors († 3. července 1971)
- 09. prosince – Jimmy Owens, americký jazzový trumpetista
- 11. prosince
  - Alain de Benoist, francouzský myslitel
  - John Kerry, ministr zahraničí USA
- 12. prosince
  - Dickey Betts, americký kytarista, zpěvák a skladatel († 18. dubna 2024)
  - Grover Washington, Jr., americký saxofonista († 17. prosince 1999)
- 17. prosince – Ron Geesin, skotský hudebník a skladatel
- 18. prosince
  - Keith Richards, britský kytarista a zakládající člen kapely The Rolling Stones
  - Bobby Keys, americký saxofonista († 2. prosince 2014)
- 20. prosince – Robert Pynsent, britský bohemista a slavista  († 28. prosince 2022)
- 21. prosince – Albert Lee, britský zpěvák a kytarista
- 22. prosince – Paul Wolfowitz, americký politik a ekonom
- 23. prosince
  - Michail Gromov, ruský matematik žijící ve Francii
  - Harry Shearer, americký komediální herec a spisovatel
  - Silvia Švédská, švédská královna
- 24. prosince – Tarja Halonenová, prezidentka Finska
- 25. prosince
  - Wilson Fittipaldi, brazilský automobilový závodník, pilot Formule 1 († 24. února 2024)
  - Trevor Lucas, folkový hudebník australského původu († 4. února 1989)
- 27. prosince – Peter Sinfield, anglický umělec, básník a hudebník
- 28. prosince
  - Juan Luis Cipriani Thorne, peruánský kardinál
  - Rudolf Mock, slovenský geolog a paleontolog († 22. srpna 1996)
- 31. prosince
  - Dova, španělská zpěvačka populární hudby
  - Ben Kingsley, britský herec
  - Pete Quaife, anglický hudebník a skladatel († 23. června 2010)
  - John Denver, americký country/folkový zpěvák a skladatel a folkrockový hudební († 12. října 1997)
- ? – Colette Beaune, francouzská historička
- ? – Martha Cooperová, americká fotografka
- ? – Jacques Donzelot, francouzský sociální historik a urbánní sociolog
- ? – Charles Thomas Bolton, americký astronom

## Úmrtí

### Česko

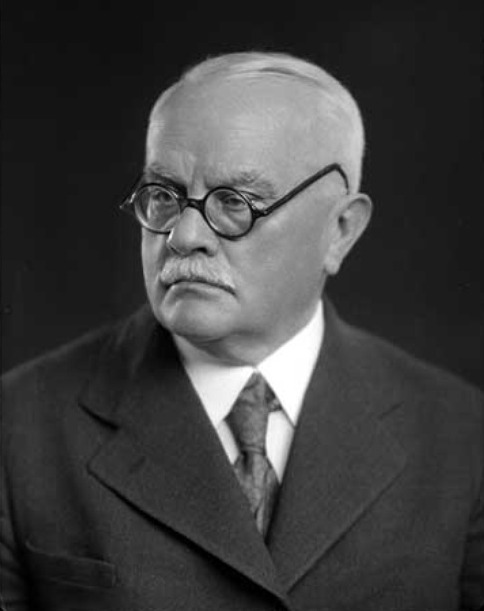
Jiří Stanislav Guth-Jarkovský († 8. ledna)

- 05. ledna – Bedřich Homola, československý generál, legionář (* 2. června 1887)
- 08. ledna
  - Vojtěch Lukaštík, československý voják a příslušník výsadku Intransitive (* 11. července 1921)
  - Jiří Stanislav Guth-Jarkovský, předseda Československého olympijského výboru (* 23. ledna 1861)
- 10. ledna – Oldřich Stibor, divadelní režisér (* 16. března 1901)

- 11. ledna
  - František Pavelka, voják a příslušník výsadku Percentage (* 29. listopadu 1920)
  - Ladislav Brožek, tramp (* 5. června 1904)
- 15. ledna – Ludvík Cupal, voják a příslušník výsadkové operace Tin (* 23. srpna 1915)
- 16. ledna
  - František Závorka, voják a velitel výsadkové skupiny Antimony (* 18. října 1911)
  - Lubomír Jasínek, voják a příslušník výsadku Antimony (* 14. listopadu 1922)
- 18. ledna – Pravoslav Řídký, důstojník generálního štábu čs. armády ve Velké Británii (* 9. května 1907)
- 21. ledna – Otakar Šín, český hudební skladatel, teoretik a pedagog (* 23. dubna 1881)
- 23. ledna – František Janoušek, malíř (* 6. května 1890)
- 26. ledna – Karel Pavlík, člen protinacistického odboje (* 19. října 1900)
- 27. ledna
  - Jindřich Fürst, malíř (* 11. července 1873)
  - Eugen Dostál, historik umění (* 23. prosince 1889)
- 28. ledna – Pavel Jan Souček, opat kanonie premonstrátů v Nové Říši (* 23. června 1877)
- 01. února
  - František Cink, zakladatel prvního českého jazzového orchestru (* 23. března 1894)
  - Franz Matzner, československý politik německé národnosti (* 21. května 1869)
- 11. února – Miroslav Lorenc, architekt, legionář, účastník protinacistického odboje (* 9. června 1896)
- 15. února – Alois Tvrdek, středoškolský profesor, překladatel a spisovatel (* 21. března 1870)
- 22. února – Vladimír Grégr, český architekt (* 3. srpna 1902)
- 24. února – Antonín Šachl, československý politik (* 11. června 1860)
- 27. února
  - Karel Schulz, český spisovatel (* 6. května 1899)
  - Václav Košek, odborový předák a poslanec (* 5. ledna 1870)
  - Pavel Kropáček, český historik umění (* 30. října 1915)
- 28. února
  - František Hájek, československý důstojník, účastník zahraničního protinacistického odboje (* 21. listopadu 1894)
  - František Mašata, československý politik (* 1. dubna 1879)
- 05. března – Bedřich Václavek, český marxistický estetik, literární teoretik a kritik (* 10. ledna 1897)
- 12. března – Jiří Langer, český básník, publicista a překladatel (* 19. března 1894)
- 15. března
  - Vladislav Soukup, zahraniční voják, výsadkář (* 8. února 1913)
  - Antonín Kubec, příslušník výsadku Bronse (* 21. března 1911)
  - Miroslav Křičenský, voják a příslušník výsadku Iridium (* 20. dubna 1915)
  - Miroslav Špot, voják a příslušník výsadku Iridium (* 2. července 1915)
  - Bohumír Martínek, voják a příslušník výsadku Bronse (* 21. března 1916)
  - Bohumír Kobylka, československý voják a příslušník výsadku Iridium (* 23. září 1921)
- 23. března – František Vrbka, československý voják a příslušník výsadku Bronse (* 15. července 1924)
- 25. března – Jan Bor, český divadelní režisér (* 16. února 1886)
- 26. března – Marie Kudeříková, studentka, odbojářka (* 24. března 1921)
- 30. března – Marie Restituta Kafková, rakouská řeholnice a mučednice českého původu (* 1. května 1894)
- 01. dubna – František Bernard Vaněk, kněz, spisovatel a kulturní organizátor (* 15. července 1872)
- 03. dubna – Josef Hůla, čs. ministr železnic (* 5. června 1873)
- 07. dubna – Jaroslav Havlíček, český spisovatel (* 3. února 1896)
- 16. dubna
  - Josef Volman, podnikatel a mecenáš (* 14. listopadu 1883)
  - Arnošt Kraus, český lingvista a literární historik (* 4. listopadu 1859)
- 24. dubna – Hubert Gessner, česko-rakouský architekt (* 20. října 1871)
- 09. května – Cyril Horáček, československý ministr financí (* 7. listopadu 1862)
- 10. května – František Hodáč, politik, ekonom, otec herečky Nataši Gollové (* 21. srpna 1883)
- 20. května – Jaroslav Šulc, paleontolog (* 21. října 1903)
- 24. května – Eduard Reich, čs. ministr zemědělství (* 17. března 1885)
- 25. května – František Xaver Svoboda, český spisovatel (* 25. října 1860)
- 26. května – Marie Pospíšilová, česká herečka (* 23. ledna 1862)
- 30. května – Ferdinand Sládek, český sběratel lidových písní a hudební skladatel (* 19. května 1872)
- 05. června – Josef Švagrovský, český právník, legionář a diplomat (* 1878)
- 06. června
  - František Tyttl, mykolog a malíř (* 28. prosince 1857)
  - Matthias Krepenhofer, československý novinář a politik německé národnosti (* 29. září 1868)
- 09. června – Theobald Scharnagl, opat cisterciáckého kláštera v Oseku (* 4. února 1867)
- 10. června – František Dvořák, lékař, archeolog, popravený za účast v protinacistickém odboji (* 28. listopadu 1896)
- 12. června – Vilém Goppold von Lobsdorf, český šermíř, olympijský medailista (* 28. května 1869)
- 14. června – Emanuel Hauner, český spisovatel a překladatel (* 24. prosince 1875)
- 28. června – Ladislav Vácha, český gymnasta (* 21. března 1899)
- 03. července – Emil Kolben, zakladatel továrny Kolben a spol. (* 1. listopadu 1862)
- 16. července – Julian Stříbrný, československý legionář (* 9. listopadu 1883)
- 17. července
  - Josef Ladislav Němec, zlatník, šperkař a designér (* 28. února 1871)
  - Franz Stein, rakouský a český novinář, dělnický nacionální aktivista a politik (* 1. června 1869)
- 20. července
  - Alois Zych, český fotograf (* 10. května 1874)
  - Vojtěch Kaisler, rektor ČVUT (* 8. ledna 1870)
- 27. července
  - Josef Ladislav Němec, zlatník, šperkař a designér (* 28. února 1871)
  - Václav Láska, geodet, astronom a matematik (* 24. srpna 1862)
- 01. srpna – Josef Karas, československý právník a politik (* 21. března 1867)
- 11. srpna – František Mikolášek, český pedagog, regionální historik a kartograf (* 27. února 1860)
- 12. srpna
  - Václav Vondřich, cyklistický, motocyklistický a automobilový závodník (* 17. dubna 1874)
  - Bedřich Bezděk, československý politik (* 18. července 1876)
- 13. srpna – Antonín Srba, československý politik (* 3. června 1879)
- 15. srpna – František Chlouba, československý politik (* 6. ledna 1876)
- 17. srpna – Elijahu Gil'adi, jeden z velitelů odbojové skupiny Lechi (* 1915)
- 21. srpna – Vilda Jakš, boxer, několikanásobný mistr Československa a vicemistr světa (* 25. dubna 1910)
- 22. srpna – František Nedvěd, československý politik (* 6. září 1876)
- 31. srpna – Josef Jan Kratochvíl, český odbojář (* 11. května 1906)
- 05. září – Aleš Hrdlička, český antropolog (* 30. března 1869)
- 08. září – Julius Fučík, český spisovatel (* 23. února 1903)
- 19. září – Jan Trefný, malíř (* 20. března 1875)
- 22. září – František Bařina, opat a politik (* 27. ledna 1863)
- 07. října – Adolf Foehr, pražský německý architekt (* 20. června 1880)
- 13. října – Jožka Baťa, zlínský patriot, výtvarník, spisovatel a sběratel (* 27. září 1903)
- 17. října – Jan Kotrč, český šachista (* 23. srpna 1862)
- 18. října – Jindřich Haužvic, odborník a soudní znalec v oblasti výroby chemických látek (* 22. listopadu 1875)
- 30. října – Karel Guth, český archeolog a historik umění (* 21. září 1883)
- 07. listopadu – Adolf Melíšek, československý politik slovenské národnosti (* 6. února 1876)
- 16. listopadu – Ján Nálepka, československý důstojník a partyzánský velitel (* 20. září 1912)
- 19. listopadu – Gustav Friedrich, český archivář, historik, pedagog a editor (* 4. června 1871)
- 26. listopadu – Alois Herout, spoluautor původní československé těsnopisné soustavy (* 17. listopadu 1860)
- 30. listopadu – Josef Dolanský, československý politik, ministr několika vlád (* 7. ledna 1868)
- 22. prosince – Josef Šimek, pedagog, geograf a historik (* 8. března 1855)
- 23. prosince – Emanuel Hrubý, československý politik (* 21. května 1865)
- 26. prosince – Benjamin Klička, lékař a spisovatel (* 20. listopadu 1897)

### Svět

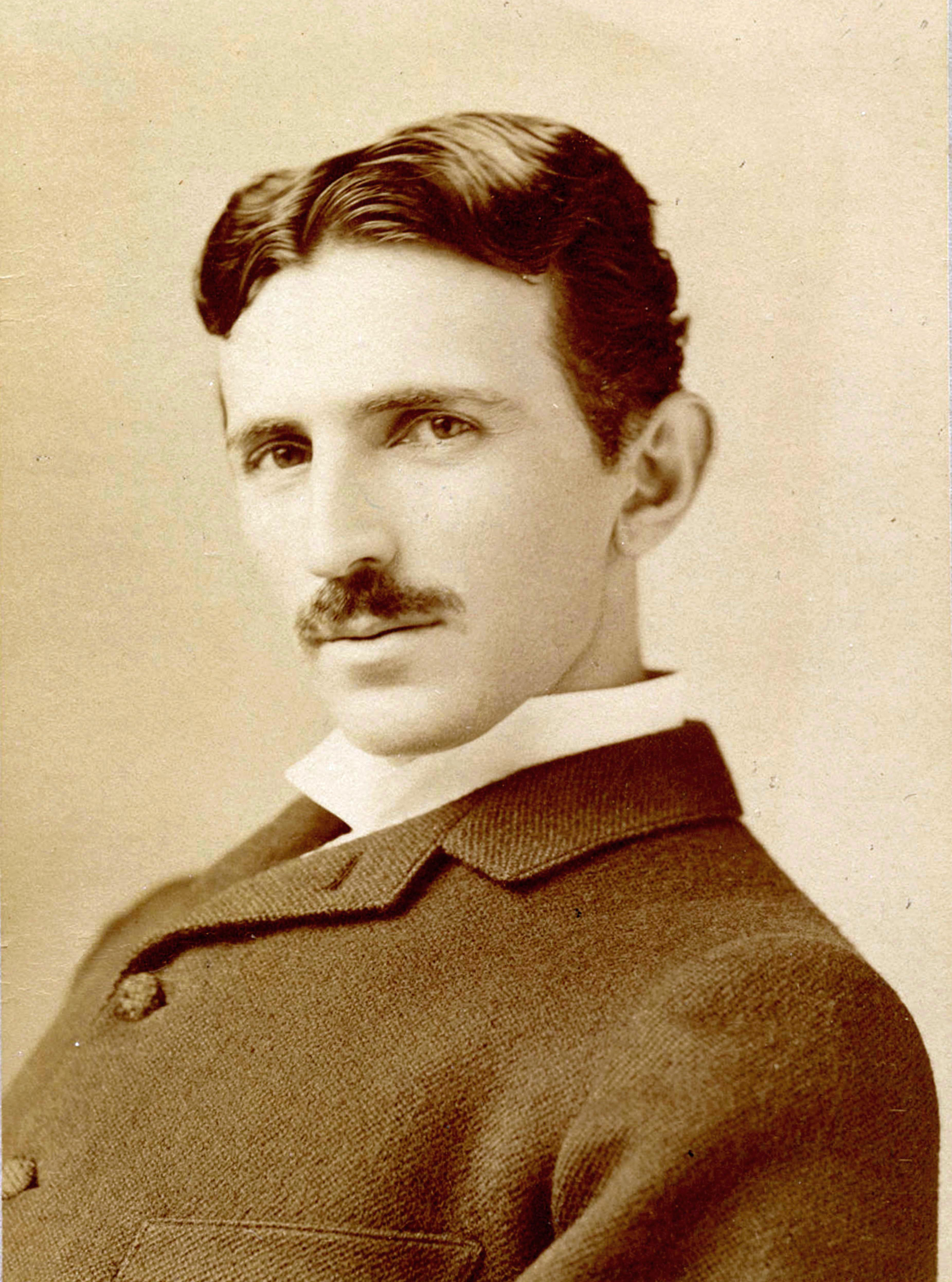
Nikola Tesla († 7. ledna)

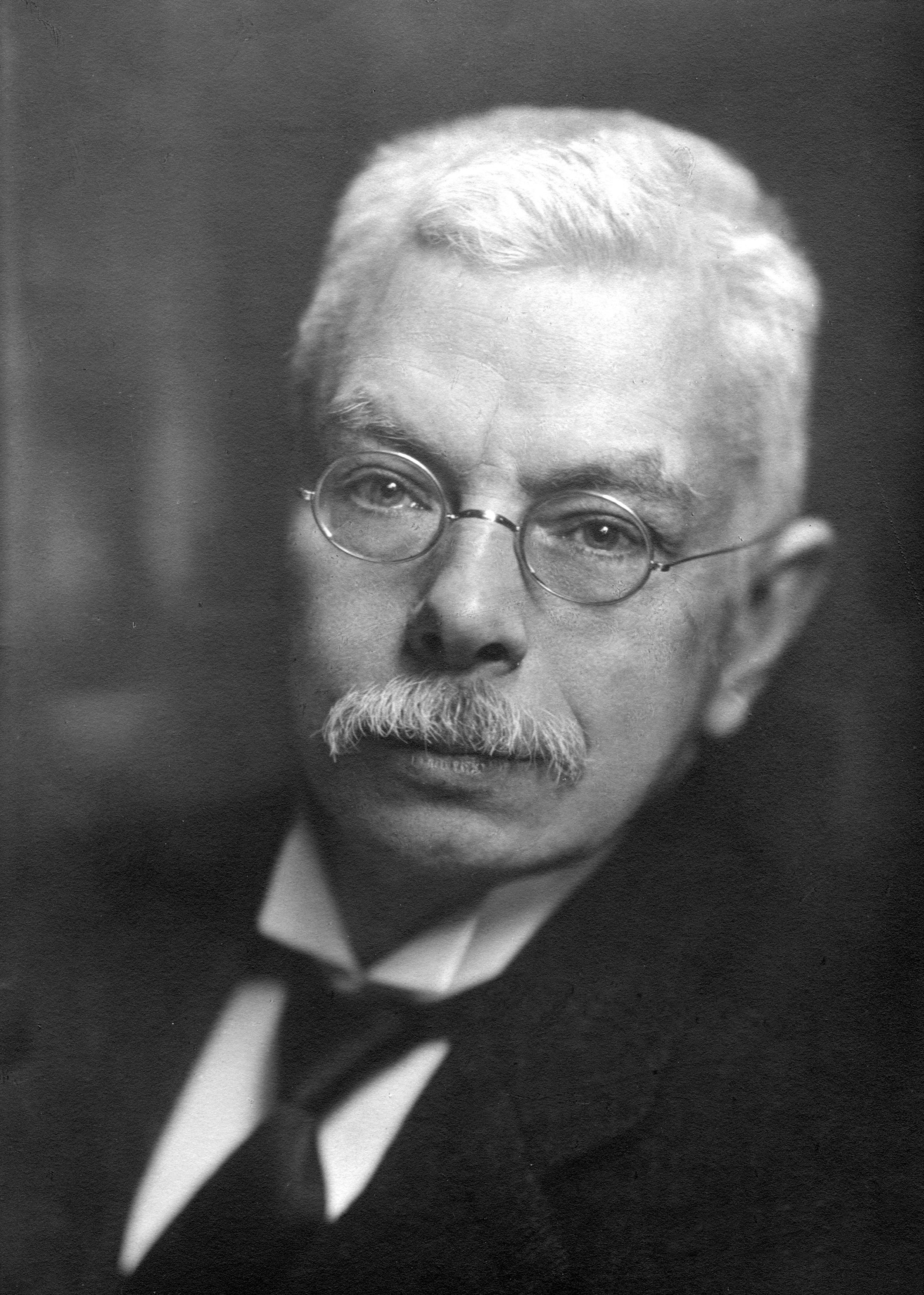
Pieter Zeeman († 9. října)

- 01. ledna – Arthur Ruppin, izraelský sociolog a politik (* 1. března 1876)
- 05. ledna – George Washington Carver, americký botanik a vynálezce (* 1864)
- 07. ledna – Nikola Tesla, americký fyzik srbského původu (* 10. července 1856)
- 09. ledna – Robin George Collingwood, anglický filozof a historik (* 22. února 1889)
- 15. ledna – Eric Knight, americký spisovatel (* 10. dubna 1897)
- 16. ledna – Jane Avrilová, francouzská tanečnice (* 31. května 1868)
- 20. ledna
  - Elisabeth Otilie Ehlen, německá malířka (* 12. srpna 1862)
  - Max Wladimir von Beck, předlitavský státní úředník a politik (* 6. září 1854)
- 24. ledna – John Burns, anglický politik (* 20. října 1858)
- 26. ledna – Nikolaj Vavilov, sovětský biolog (* 25. listopadu 1887)
- 29. ledna – Vladimir Kokovcov, premiér Ruského impéria (* 6. dubna 1853)
- 14. února – David Hilbert, německý matematik (* 23. ledna 1862)
- 17. února – Juzuru Hiraga, důstojník, konstruktér japonského námořnictva (* 8. března 1878)
- 22. února
  - Hans Scholl, německý student, antinacista (* 22. září 1918)
  - Sophie Schollová, německá studentka, spoluzakladatelka skupiny Bílá růže (* 9. května 1921)
- 26. února – Theodor Eicke, nacistický generál (* 17. října 1892)
- 01. března – Alexandre Yersin, francouzsko-švýcarský bakteriolog (* 22. září 1863)
- 08. března – Otakar Jaroš, československý důstojník, účastník zahraničního odboje (* 1. srpna 1912)
- 09. března – Otto Freundlich, německý malíř a sochař (* 10. července 1878)
- 12. března – Gustav Vigeland, norský sochař (* 11. dubna 1869)
- 19. března – Frank Nitti, mafián, nástupce Al Capona (* 27. ledna 1888)
- 22. března – Hans Woellke, německý olympijský vítěz ve vrhu koulí (* 18. února 1911)
- 28. března – Sergej Rachmaninov, ruský klavírista, dirigent a skladatel (* 1. dubna 1873)
- 30. března – Karel Ondříček, český houslový virtuos (* 1. ledna 1863)
- 31. března – Pavel Miljukov, ruský historik a politik (* 27. ledna 1859)
- 01. dubna – Elvíra Bavorská, vnučka krále Ludvíka I. Bavorského (* 22. listopadu 1868)
- 07. dubna
  - Jovan Dučić, srbský básník (* 17. února 1874)
  - Alexandre Millerand, prezident Francouzské republiky (* 10. února 1859)
  - Jakub Bojko, polský spisovatel a politik (* 6. července 1857)
- 8. dubna – Itamar Ben Avi, novinář a sionistický aktivista (* 31. července 1882)
- 13. dubna – Oskar Schlemmer, německý malíř, designér, sochař a choreograf (* 4. září 1888)
- 14. dubna – Jakov Džugašvili, syn Stalinovy první manželky Jekatěriny Svanidze (* 18. března 1907)
- 18. dubna
  - Isoroku Jamamoto, japonský admirál (* 4. dubna 1884)
  - Timothee Adamowski, polský violoncellista, dirigent a hudební skladatel (* 24. března 1857)
- 19. dubna – Geršon Sirota, polský synagogální zpěvák (* 1874)
- 25. dubna – Vladimir Ivanovič Němirovič-Dančenko, ruský režisér a dramatik (* 23. prosince 1858)
- 27. dubna – Franziska von Starhemberg, rakouská politička (* 24. října 1875)
- 29. dubna – Wilhelm Schlenk, německý chemik (* 22. března 1879)
- 04. května
  - Cesira Ferrani, italská sopranistka (* 8. května 1863)
  - Géo André, francouzský ragbista (13. srpna 1889)
- 08. května – Mordechaj Anielewicz, vůdce povstání ve varšavském ghettu (* 1919)
- 16. května – James Ewing, americký patolog (* 25. prosince 1866)
- 19. května – Kristjan Raud, estonský malíř (* 22. října 1865)
- 22. května – Helen Herron Taftová, manželka 27. prezidenta USA Williama H. Tafta (* 2. června 1861)
- 23. května – Milutin Ivković, jugoslávský fotbalový reprezentant (* 1. března 1906)
- 05. června – Josif Rodionovič Apanasenko, sovětský vojevůdce (* 15. dubna 1890)
- 06. června – Guido Fubini, italský matematik (* 19. ledna 1879)
- 13. června – Kočo Racin, makedonský básník (* 22. prosince 1908)
- 21. června – Alice Boughtonová, americká portrétní fotografka (* 14. května 1866)
- 24. června – Frederick H. Evans, britský fotograf (* 26. června 1853)
- 26. června – Karl Landsteiner, rakouský biolog] a fyzik (* 14. června 1868)
- 04. července – Władysław Sikorski, generál a předseda polské exilové vlády (* 20. května 1881)
- 06. července – Teruo Akijama, admirál japonského císařského námořnictva (* 16. září 1891)
- 08. července – Jean Moulin, francouzský odbojář (* 20. června 1899)
- 17. července – Walther von Hünersdorff, německý generál wehrmachtu (* 28. listopadu 1898)
- 19. července – Karol Herman Stępień, polský kněz a mučedník (* 21. října 1910)
- 21. července – Charlie Paddock, americký sprinter, dvojnásobný olympijský vítěz (* 11. srpna 1900)
- 27. července – Marie Staszewska, polská katolická řeholnice, mučednice, blahoslavená (* 30. července 1890)
- 01. srpna
  - Lýdie Vladimirovna Litvjaková, sovětská stíhací pilotka (* 18. srpna 1921)
  - Ismar Elbogen, německo-židovský učenec a rabín (* 1. září 1874)
- 08. srpna – Viktor Dvorcsák, slovenský novinář, placený agent Maďarského království (* 1877)
- 09. srpna – Chaïm Soutine, litevský malíř (* 13. ledna 1893)
- 10. srpna – Pierre-Georges Latécoère, francouzský podnikatel a průkopník letectví (* 1883)
- 12. srpna – Vittorio Sella, italský fotograf a horolezec (* 28. srpna 1859)
- 14. srpna – Stanisław Głąbiński, polský ministr zahraničních věcí (* 25. února 1862)
- 21. srpna
  - Marián Blaha, diecézní biskup banskobystrické diecéze (* 11. června 1869)
  - Henrik Pontoppidan, dánský spisovatel (* 24. července 1857)
- 24. srpna – Simone Weil, francouzská filosofka (* 3. února 1909)
- 27. srpna – Constantin Prezan, rumunský generál (* 27. ledna 1861)
- 28. srpna – Boris III., bulharský car (* 30. ledna 1894)
- 09. září – Fernand Gabriel, francouzský automobilový závodník (* 30. dubna 1878)
- 14. září
  - Jacob Gens, litevský vojenský lékař a učitel (* ? 1905)
  - Léonard Misonne, belgický piktorialistický fotograf (* 1. července 1870)
- 17. září – Gino Lucetti, italský anarchista (* 31. srpna 1900)
- 27. září – Willoughby Hamilton, irský tenista (* 9. prosince 1864)
- 28. září – Sam Ruben, americký biochemik (* 5. listopadu 1913)
- 30. září – Franz Oppenheimer, německý sociolog a ekonom (* 30. března 1864)
- 02. října – Marsden Hartley, americký malíř a spisovatel (* 4. ledna 1877)
- 07. října – Radclyffe Hall, anglická básnířka a spisovatelka (* 12. srpna 1880)
- 08. října – Michel Fingesten, německý malí a grafik (* 18. dubna 1884)
- 09. října – Pieter Zeeman holandský fyzik, nositel Nobelovy ceny za fyziku (1902), (* 25. května 1865)
- 12. října – Max Wertheimer, německý psycholog (* 15. dubna 1880)
- 14. října – Ša'ul Černichovski, židovský básník, esejista, překladatel a lékař (* 20. srpna 1875)
- 19. října – Camille Claudelová, francouzská sochařka (* 8. prosince 1864)
- 31. října – Max Reinhardt, rakouský divadelní režisér (* 9. září 1873)
- 13. listopadu – Maurice Denis, francouzský malíř (* 25. listopadu 1870)
- 27. listopadu – Ivo Lola Ribar, partyzán, národní hrdina Jugoslávie (* 23. dubna 1916)
- 03. prosince – Stefan Bryła, polský stavební inženýr a poslanec Sejmu (* 17. srpna 1886)
- 09. prosince – Georges Dufrénoy, francouzský postimpresionistický malíř (* 20. června 1870)
- 22. prosince – Beatrix Potterová, anglická spisovatelka a ilustrátorka (* 28. července 1866)
- 23. prosince – James E. Kyes, americký námořní důstojník, hrdina (* 16. dubna 1906)
- 29. prosince – Karl Heinold, ministr vnitra Předlitavska (* 25. srpna 1862)
- 31. prosince – Roger Gilbert-Lecomte, francouzský básník (* 18. května 1907)
- ? – Eugene de Salignac, americký fotograf (* 1861)
- ? – Edith Watsonová, kanadská fotografka. (* 1861)
- ? – Artur Anatra, ruský bankéř a podnikatel (* 1875)
- ? – Oskar Guttmann, německý hudební skladatel (* 1885)
- ? – Peyveste Hanımefendi, desátá manželka osmanského sultána Abdulhamida II. (* 10. května 1873)

## Hlavy státu
Evropa:
- Československo – Edvard Beneš (v exilu)
- Protektorát Čechy a Morava – Emil Hácha – Konstantin von Neurath – Kurt Daluege – Wilhelm Frick
- SSSR – Josif Vissarionovič Stalin
- Velkoněmecká říše – Adolf Hitler
- Papež – Pius XII.

Asie:
- Japonsko – Císař Šówa